# Letten (Lauf an der Pegnitz)
Letten ([ˈlɛtən] ) ist ein Gemeindeteil der Stadt Lauf an der Pegnitz im Landkreis Nürnberger Land (Mittelfranken, Bayern). Letten liegt in der Gemarkung Wetzendorf.

## Lage
Das Dorf hat etwa 30 Gebäude und liegt im Südosten von Lauf diesseits und jenseits der Bundesautobahn 9. Man erreicht den Letten von der Staatsstraße 2240 aus. Im Osten wird der Ort von Wald, ansonsten von Wiesen und Feldern umrandet.

## Geschichte

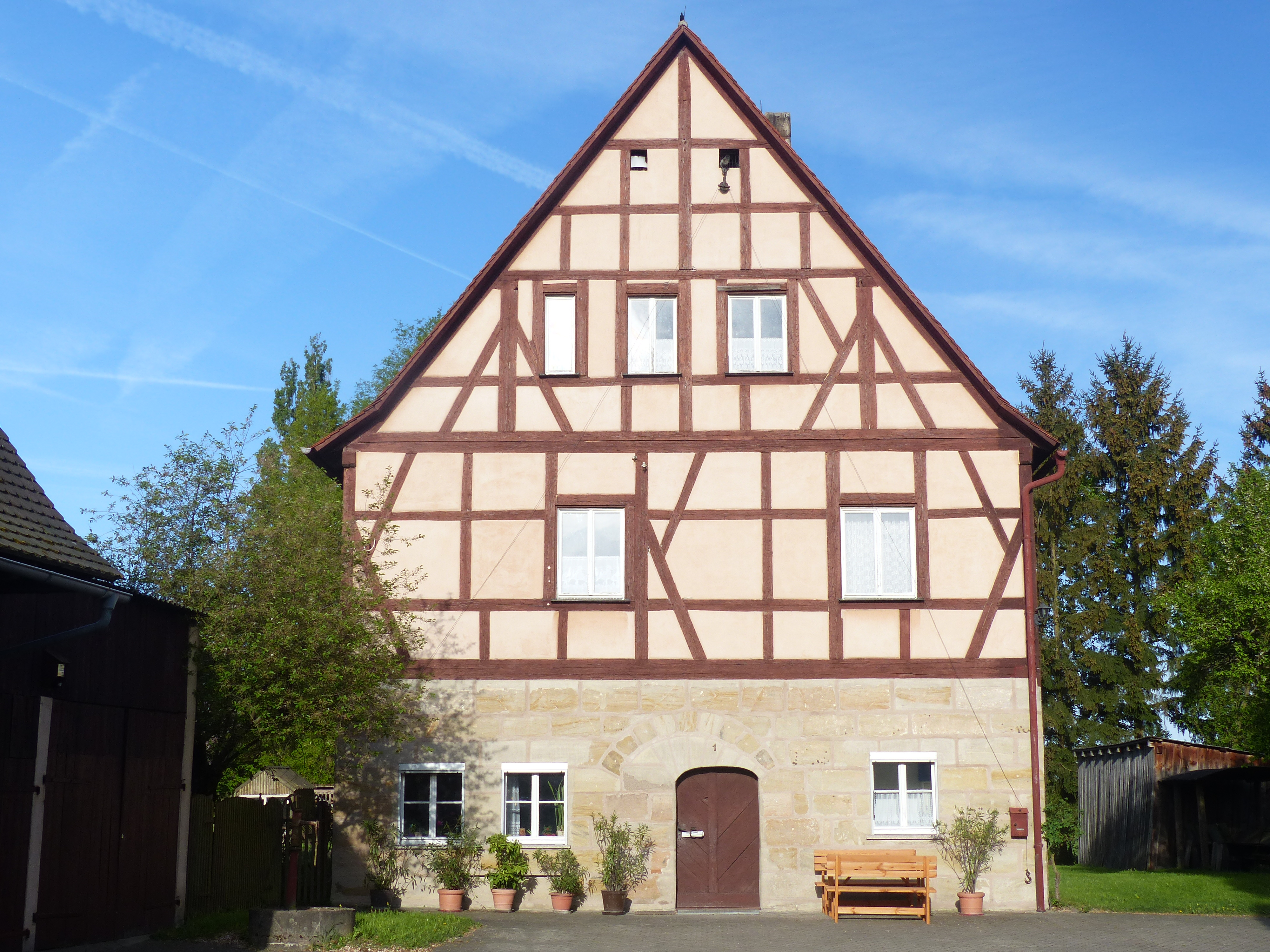
Herrenhaus Letten

Ursprünglich war Letten zusammen mit Wetzendorf Reichsgut. König Ruprecht belehnte 1401 Herdegen Valzner und Jobst Valzner mit dem Hof. Sie legten in der Folgezeit zahlreiche Weiher an und errichteten zu deren Schutz einen Sitz. Im Ersten Markgrafenkrieg wurde er zerstört. Danach gelangte das Gut an eine Reihe von Nürnberger Patrizierfamilien, zuerst die Rieter von Letten. Durch Heirat kam das Gut 1490 an Kaspar Kreß von Kressenstein. Sein Enkel Christoph II. Kreß ließ 1544 durch den Nürnberger Landbaumeister Paulus Behaim das „Herrensitzlein“ erneuern, das bereits 1552 im Zweiten Markgrafenkrieg erneut zerstört wurde. Bis 1558 wieder instand gesetzt, kam der Sitz durch die Witwe Christophs II. Kreß 1573 an ihren zweiten Ehemann Johann Pfinzing von Henfenfeld. 1603 ließ sein Sohn Karl Pfinzing den Sitz umfassend umbauen, mit einem Sandsteinsockel und Fachwerkobergeschoss mit Satteldach. Im Besitz folgte 1622/29 über die Ehe mit Klara Magdalena Pfinzing Christoph Jakob Muffel, dann die Löffelholz und 1743 wieder die Kreß, die den Sitz mit seinem Zubehör um 17.200 Gulden erwarben. Anfang des 19. Jahrhunderts verkaufte Georg Christoph Wilhelm Kreß das Gut Letten an den Hopfenbauern Georg Rögner, der den Herrensitz entsprechend den Erfordernissen seiner Landwirtschaft umbaute. Vermutlich durch ihn wurden die noch im 18. Jahrhundert mit Wasser gefüllten Gräben aufgelassen und gutteils verfüllt, die Zugbrücke an der Stirnseite mit den beiden flankierenden Rundtürmchen entfernt. Im Erdgeschoss führte einst ein Rundbogenportal in eine große Tenne, die zur Stallung umgebaut, während das Portal zugesetzt wurde. 1993 wurde die Fachwerkfassade des Herrensitzes freigelegt und restauriert.
Am 1. Januar 1972 wurde die Gemeinde Wetzendorf, zu der Letten gehörte, nach Lauf an der Pegnitz eingemeindet.